# 超対称性

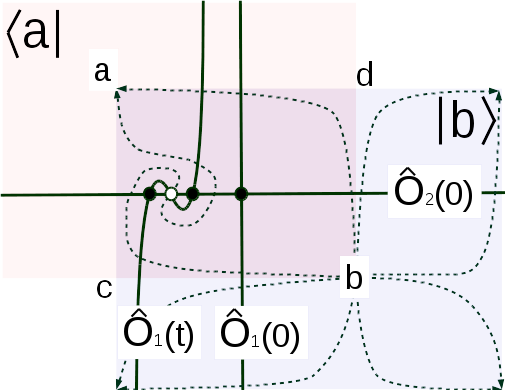
STSのインスタントン行列要素

超対称性（ちょうたいしょうせい, supersymmetry, SUSY）は、ボソンとフェルミオンの入れ替えに対応する対称性である。この対称性を取り入れた理論は超対称性理論などのように呼ばれる。また、超対称性粒子の一部はダークマターの候補の一つである。2022年10月現在、超対称性粒子は未発見である。

## 概要
素粒子物理学では、場の量子論を基礎とする標準模型について理論と実験の比較検証が進められている。
一般に場の量子論の計算では、随所に発散が現れるという問題があるが、この問題は朝永振一郎らの繰り込み理論である程度解決可能とされている。この繰り込み理論について、標準模型においては、ヒッグス機構による電弱対称性の自発的破れのスケールを観測事実と合わせるために、理論のパラメーターを精密に調整する必要がある。この問題はプランクスケール（1019 GeV）と電弱対称性が破れるスケール（102 GeV）の間の顕著な隔たりに起因するもので、階層性問題と呼ばれている。この階層性問題に対する解決策の一つとして「超対称性」は導入された。
超対称性は、現在までに知られている標準模型の粒子のそれぞれに対となる超対称性粒子が存在することを予言する。例えば、電子に対してスカラー電子と呼ばれるスピン0で電荷−1を持つ粒子の存在が予言される。そのような粒子は実際には観測されていないため、我々が住んでいる世界の真空では、超対称性が自発的に破れていると考える。この超対称性の破れを起こす機構はいくつか提唱されているが未だ実験による確証は得られていない。超対称性粒子を発見するために加速器を用いた実験が世界中で進められている。

## 超対称代数
超対称代数とは超対称変換の生成子の満たす代数である。
最も簡単な {\displaystyle {\mathcal {N}}=1} SUSY の場合は
{\displaystyle \{Q_{\alpha },{\bar {Q}}_{\dot {\beta }}\}=2(\sigma ^{\mu })_{\alpha {\dot {\beta }}}P_{\mu }}
{\displaystyle \{Q_{\alpha },Q_{\beta }\}=\{{\bar {Q}}_{\dot {\alpha }},{\bar {Q}}_{\dot {\beta }}\}=0}
である。ここで、P は並進の生成子(すなわち運動量)で、ポアンカレ代数を満たす。σ はパウリ行列である。
{\displaystyle {\mathcal {N}}=2} 以上の場合は、一般に中心電荷{\displaystyle Z^{IJ}}が存在し、
{\displaystyle \{Q_{\alpha }^{I},{\bar {Q}}_{{\dot {\beta }}J}\}=2(\sigma ^{\mu })_{\alpha {\dot {\beta }}}P_{\mu }\delta _{J}^{I}}
{\displaystyle \{Q_{\alpha }^{I},Q_{\beta }^{J}\}=\epsilon _{\alpha \beta }Z^{IJ}}
{\displaystyle \{{\bar {Q}}_{{\dot {\alpha }}I},{\bar {Q}}_{{\dot {\beta }}J}\}=\epsilon _{{\dot {\alpha }}{\dot {\beta }}}{\bar {Z}}_{IJ}}
となる。

## 超対称性粒子
通常の粒子と超対称性粒子の関係は、超対称性パートナーと呼ばれる。フェルミオンとボソンは、互いに超対称性パートナーの関係にある。
| フェルミオン | 対応する超対称性粒子                   |
| ------------ | -------------------------------------- |
| クォーク     | スカラークォーク（スクォーク）         |
| レプトン     | スカラーレプトン（スレプトン）         |
| 電子         | スカラー電子（スエレクトロン）         |
| ミュー粒子   | スカラーミュー粒子（スミューオン）     |
| タウ粒子     | スカラータウ粒子（スタウ）             |
| ニュートリノ | スカラーニュートリノ（スニュートリノ） |
| ボソン       | 対応する超対称性粒子                   |
| ゲージ粒子   | ゲージーノ(en:Gaugino)                 |
| Wボソン      | ウィーノ                               |
| Zボソン      | ジィーノ                               |
| 光子         | フォティーノ                           |
| グルーオン   | グルイーノ                             |
| グラビトン   | グラビティーノ                         |
| ヒッグス粒子 | ヒッグシーノ                           |

- チャージーノ　―　ウィーノと荷電ヒッグシーノの混合状態（質量固有状態）の粒子
- ニュートラリーノ　―　ジィーノ、フォティーノと中性ヒッグシーノの混合状態（質量固有状態）の粒子

## SUSY懐疑論
2012年にヒッグス粒子が見つかって以来、実験物理学者らは超対称性粒子の本格的探索に乗り出した。
ヒッグス粒子の質量がおよそ125 GeVだとすると、SUSYの破れはそのエネルギー領域で起こり超対称性粒子が現れてくるべきである。だが依然として超対称性粒子はひとつも発見されていない。SUSYへの懐疑論が徐々に素粒子物理学者の間で高まってきている。
LHCのLHCbやCMS実験で観測されたのはストレンジB中間子のミューオンへの崩壊であって、標準模型の正しさを確認するのみであり、SUSYへの大きな打撃となった。2014年7月にスペインのバレンシアで行われた高エネルギー物理学の国際会議で、LHCからのデータを解析したところ超対称性粒子の証拠はまったく見つからなかったことが報告された。
CERNが掲載した最新の論文(2021)では、「超対称性粒子が、いかなる条件でも全く観察されなかった」ことを改めて報告した。
少なくとも、13TeVのエネルギーで探索できる領域までにはSUSY粒子が存在しないことが示唆された。仮にヒッグス粒子の超対称パートナーである「ヒグシーノ」が暗黒物質である場合、LHCの探索実験の死角に入りやすいとしている。　さらなる高エネルギー領域に存在する可能性も踏まえ、探索は継続する。